# Palo Escrito
Palo Escrito är en ort i Mexiko.   Den ligger i kommunen Emiliano Zapata och delstaten Morelos, i den sydöstra delen av landet, 70 km söder om huvudstaden Mexico City. Palo Escrito ligger 1 222 meter över havet och antalet invånare är 451.
Terrängen runt Palo Escrito är varierad. Runt Palo Escrito är det tätbefolkat, med 591 invånare per kvadratkilometer. Närmaste större samhälle är Cuernavaca, 10,0 km norr om Palo Escrito. I omgivningarna runt Palo Escrito växer huvudsakligen savannskog.